# Tűr
Tűr (Tiur), település Romániában, Erdélyben, Fehér megyében.

## Fekvése
Balázsfalvától délnyugatra, a Küküllő bal partján, Csufud és Székásbesenyő közt fekvő település.

## Története
Nevét már 1313-ban említette egy oklevél.
1369ben p. Thyr, 1733-ban Thur, 1808-ban Tür néven írták.
1313-1336-ban a veresegyház-székesi uradalom  határjárásában szerepelt. Területe Csufud területével együtt Balázsfalvi Balázs fia Herbold és Miklós birtoka volt.
1369-ben a henningfalvi nemesek, 1647-ben pedig I. Rákóczi György birtoka volt.
1910-ben 1720 lakosából 506 magyar, 1202 román volt. Ebből 418 római katolikus, 1195 görögkatolikus, 78 református volt.
A 20. század elején Alsó-Fehér vármegye Balázsfalvi járásához tartozott.